# 荒井退造
荒井 退造（あらい たいぞう、1900年9月22日 - 1945年6月26日?）は、日本の警察官僚。沖縄戦時、沖縄県警察部長として県民の避難・保護に尽力したとされるが、近年は北部疎開・義勇隊の編成など研究者から沖縄戦において戦争責任の声もあがっている。

## 来歴・人物
栃木県芳賀郡清原村（現在の宇都市上籠谷町）に農家の次男として出生。鐺山尋常小学校、清原尋常高等小学校、栃木県立宇都宮中学校と進み、その後上京し高千穂高等商業学校（現高千穂大学）に進学した後、巡査をしながら明治大学夜間部を卒業、1927年高等試験に合格、同年内務省に入省した苦学力行の人物。長男は、亡父の遺志を継ぎ、戦後東京大学法学部を卒業して旧自治省に入省、行政局長・国土庁審議官を歴任した荒井紀雄。
1932年、麻布六本木警察署長に就任。
1933年、神田萬世橋警察署長に就任。
1934年12月、満洲国首都警察庁理事官（司法科長）、奉天省警察庁理事官（特務科長、警備科長）などに就任
1938年、福島県社寺兵事課長、翌年には同県農務課長に就任。
1940年4月、山口県学務課長に就任。
1941年1月、長野県警察部特高課長に就任。12月8日の対英米宣戦布告に伴う「非常事態」即応として、13名の記者・文化人を治安維持法違反で検挙したが、罪状確定がなされないまま起訴猶予処分となった言論弾圧事件の責任者でもある（信毎学芸グループ事件）
1942年1月、福岡県警察部特高課長に就任。
1942年11月、福井県官房長に就任。
1943年7月1日、福井県官房長から沖縄県警察部長に就任。
1944年7月7日、沖縄県民の県外疎開が閣議決定されたのを受け、警察部長として先頭に立ち県民の疎開を促進する。
1945年1月31日、島田叡が沖縄県知事に着任すると、島田を支え、県民の県外・北部疎開や軍との交渉などに当たる。同年6月26日、島田と摩文仁の軍医部壕を出たのを最後に消息不明となり、現在もその遺体は未発見である。島田と共に県民の避難・保護に尽力し、合わせて約20万人の命を救ったとされる。しかし、北部疎開や義勇隊の結成、沖縄県民の戦場動員、警察官の米軍への投降禁止などの戦争責任についても研究者から言及されており、一概に県民の命を救ったとは言い切れない。
2007年、荒井の遺品と見られる碁石と万年筆が県庁警察部壕内で発見された。万年筆については、後に沖縄県平和祈念資料館に寄贈された。
2013年、母校である宇都宮高校の同窓会報に荒井に関する寄稿が掲載されたことを契機に、栃木県内で顕彰の動きが活発化する。
2016年、宇都宮市上籠谷町にある生家に顕彰碑と記念館が設置された。

## 著書
- 荒井退造『新自動車関係法規解説』松山房、1934年。doi:10.11501/1036040。

## 関連作品
- 荒井紀雄『戦さ世の県庁 : 記録集成』中央公論事業出版、1992年8月。
- 田村洋三 『沖縄の島守 内務官僚かく戦えり』 中央公論新社、2003年／中公文庫、2006年。ISBN 9784122047143
- 「テレビ未来遺産」“終戦” 特別企画 報道ドラマ 『生きろ ～戦場に残した伝言～』TBS、演：的場浩司 2013年
- 菜の花街道 荒井退造顕彰事業実行委員会『たじろがず沖縄に殉じた荒井退造 : 戦後70年沖縄戦最後の警察部長が遺したもの』下野新聞社、2015年9月22日。ISBN 9784882865957
- 田村洋三『沖縄の島守を語り継ぐ群像 島田叡と荒井退造が結んだ沖縄・兵庫・栃木の絆』悠人書院、2022年4月10日。ISBN 9784910490045
- 川満彰・林博史『沖縄県知事　島田叡と沖縄戦』沖縄タイムス社、2024年4月28日。ISBN9784871273145
- 映画『島守の塔』、演：村上淳（萩原聖人とのW主演） 2022年